# Verwaltungsgemeinschaft Großenehrich
Die Verwaltungsgemeinschaft Großenehrich lag im thüringischen Kyffhäuserkreis. In ihr hatten sich die Stadt Großenehrich und drei Gemeinden zur Erledigung ihrer Verwaltungsgeschäfte zusammengeschlossen. Sitz war Großenehrich.

## Gemeinden
- Großenehrich, Stadt und Verwaltungssitz
- Niederspier
- Otterstedt
- Rohnstedt

## Geschichte
Die Verwaltungsgemeinschaft wurde am 7. April 1992 gegründet. Die Auflösung erfolgte am 31. Dezember 1995. Mit Wirkung zum 1. Januar 1996 wurde aus den Mitgliedsgemeinden die neue Stadt Großenehrich gebildet.